# Тринита д'Агулту и Виньола
Тринита̀ д'Агу̀лту и Виньо̀ла (на италиански: Trinità d'Agultu e Vignola, на местен диалект La Trinitai e Vignola, Ла Тринитай е Виньола) е община в Южна Италия, провинция Сасари, автономен регион и остров Сардиния. Разположена е на 365 m надморска височина. Населението на общината е 2184 души (към 2010 г.).
Административен център е село Тринита д'Агулту (Trinità d'Agultu).